# HD 195019
HD 195019 är ett stjärnsystem som består av två stjärnor som befinner sig 123 ljusår från jorden, i stjärnbilden Delfinen. Det har en skenbar magnitud på 6,91. Stjärnorna ligger 150 AE från varandra. 

## Exoplanet
År 1998 upptäcktes en exoplanet i stjärnsystemet, vilken benämns HD 195019 b.
| Namn | Massa    | Halv storaxel (AE) | Excentricitet   | Period (dygn)      |
| ---- | -------- | ------------------ | --------------- | ------------------ |
| b    | ≥3,69 MJ | 0,1388 ± 0,0080    | 0,0138 ± 0,0044 | 18,20132 ± 0,00039 |